# 켠김에 왕까지
《켠김에 왕까지》는 OGN에서 방송하는 프로그램이다. 프로그램의 주된 얼개는 각종 플랫폼 게임 중에 주어진 1개의 게임을 쉬지 않고 게임의 끝 또는 목표완료시까지 진행하는 것이다. 2009년 11월 17일부터 2010년 3월 9일까지는 파일럿 프로그램으로 첫방영되어 매주 화요일에 편성되었다가 2010년 3월 9일부터 현재까지 매주 목요일 오후 11시부터 30분간 정규 편성되었다. 진행자는 허준이지만 일부는 타 게스트들이 출연해서 게임을 같이 하며 2018년 6월 7일부터 2019년 11월 14일까지 허준, 조현민, 이설이 합류하고 합류 9개월 만에 2019년 2월 14일부터 2019년 11월 14일까지 300회에 인트마스터, 권이슬, 고재영, 고인슬이 출연해 시즌제로 확정이 되면서부터 가족 형태로 이루어지다가 2019년 11월 14일 316회까지 켠김에 왕까지 시즌 2는 코로나19로 인해서 휴방하게 되었다. 2020년 3월 5일부터 새로운 시즌으로 44층 지하던전 유튜브에서 《켠왕켜놩》이라는 제목으로 공개되었고 월요일부터 목요일 저녁 7시에 방송한다.

## 특징
- 프로그램 제목처럼 그날 도전할 게임을 마지막 단계 또는 특정 목표를 달성해야 한다.
- 게스트 앞에 있는 시계를 작동하는 순간부터 목표 달성할 때까지 계속 게임을 해야 한다.
- 게스트들이 게임 도중 다른 것을 해도 상관 없다.(단, 미션을 성공할 때까지 녹화가 계속된다.)
- 한 장소에서 2회분(2가지 게임, 게스트는 다름)의 녹화를 하는 경우도 있다.
- 게임 이름으로 자막의 첫글자, 중간글자, 끝글자가 정해진다.
  - 예외로 삐뽀사루 겟츄 3편에서는 자막의 끝글자가 '~끼끼', '~우끼끼'이며, 필리핀 특집편에서의 자막의 끝글자는 '~필'이었다.
- 내레이션 : 강호철
- 게임을 소개하고 상황에 따라서 조언을 해주는 옵저버가 있다.
- 2011년 1월 4일 방송분부터 새로운 코너 '추천 좀 하지마'가 생겼다.
- 2011년 2월 2일 설날 특집으로 '켠김에 왕까지' 총집편 '켠김에 끝까지 본김에 왕까지'가 오후 12시부터 밤 10시까지 특집 편성 방영되었다.
- 2012년 2월 16일 방송분부터 새로운 코너로 출연자들의 게임실력을 알아보기 위한 '실력검증'이 생겼다.
- 2012년 1월 3일 방송분부터 프로그램 로고와 자막 글씨체가 바뀌었다.
- 목표 달성 여부에 관계없이 Peter Bjorn & John의 Young Folks 초반부 휘파람 소리와 함께 엔딩크레딧이 올라간다.
- 2015년 방송분은 2주마다 한번씩 편성된다.
- 2018년 6월 7일부터 허준, 조현민과 이설이 켠김에 왕까지에 멤버로 합류하여 허조설로 PD의 추천으로 반고정(?)에 합류하였다.
- 2019년 2월 14일부터 인트마스터, 권이슬, 고재영이 합류를 하여 고인슬로 합류하였다.
- 2019년 11월 9일 이설이 켠김에 왕까지 멤버와 아프리카TV와 유튜브 개인 행보와 관련한 일련의 논란이 휩싸이고 불거지며 출연 여부가 불투명지게 되었으며 이 사건을 사과를 한 이후의 계기로 유튜브 방송을 삭제하고 2019년 11월 11일에 잠정 중단하였다.
- 2019년 11월 14일까지 316회까지 켠김에 왕까지 시즌2가 코로나바이러스감염증-19 범유행으로 인하여 휴식기를 가지게 되었다.
- 2020년 3월 5일부터는 44층 지하던전에서 켠왕켜놩을 공개하고 오픈을 하여 매주 월요일부터 목요일 저녁 7시으로 변경이 되었다.

## 생방송 특별 편성
- 온게임넷의 개국 10주년을 맞아 특집 생방송을 오전 11시부터 진행되었음.
- 2012년 설연휴를 맞아 1월 24일 오후 1시부터 생방송으로 진행하였음.
- 2013년 새해를 맞아 2013년 1월 3일까지 오후 1시부터 생방송으로 진행되었음.
- 2019년 허조설 vs 고인슬의 게임 대결의 300회를 맞아 2019년 2월 14일까지 오전 11시부터 밤 21시까지 2가지 게임으로 생방송으로 진행되었음.

## 방송 시간
| 방송 채널 | 방송 기간                           | 방송 시간                        |
| --------- | ----------------------------------- | -------------------------------- |
| OGN       | 2009년 11월 17일 ~ 2010년 10월 12일 | 매주 화요일 5:30 ~ 6:00 (30분)   |
| OGN       | 2010년 10월 19일 ~ 2011년 7월 12일  | 매주 화요일 10:30 ~ 11:00 (30분) |
| OGN       | 2011년 7월 19일 ~ 2012년 1월 17일   | 매주 화요일 10:00 ~ 10:30 (30분) |
| OGN       | 2012년 1월 26일 ~ 2012년 5월 31일   | 매주 목요일 5:30 ~ 6:00 (30분)   |
| OGN       | 2012년 6월 7일 ~ 2012년 6월 28일    | 매주 목요일 8:00 ~ 9:00 (60분)   |
| OGN       | 2012년 7월 5일 ~ 2013년 3월 28일    | 매주 목요일 4:00 ~ 4:30 (30분)   |
| OGN       | 2013년 5월 2일 ~ 2013년 6월 13일    | 매주 목요일 4:00 ~ 4:30 (30분)   |
| OGN       | 2013년 6월 20일 ~ 2013년 8월 22일   | 매주 목요일 5:00 ~ 5:30 (30분)   |
| OGN       | 2013년 10월 10일 ~ 2013년 10월 17일 | 매주 목요일 5:00 ~ 5:30 (30분)   |
| OGN       | 2013년 12월 19일 ~ 2014년 3월 20일  | 매주 목요일 5:00 ~ 5:30 (30분)   |
| OGN       | 2013년 8월 29일                     | 목요일 5:00 ~ 6:00 (60분)        |
| OGN       | 2013년 12월 12일                    | 목요일 5:00 ~ 6:00 (60분)        |
| OGN       | 2014년 5월 22일 ~ 2014년 9월 11일   | 매주 목요일 6:00 ~ 6:30 (30분)   |
| OGN       | 2014년 12월 25일 ~ 2015년 11월 19일 | 격주 목요일 6:00 ~ 6:30 (30분)   |
| OGN       | 2016년 2월 4일 ~ 2016년 3월 10일    | 매주 목요일 4:30 ~ 5:00 (30분)   |
| OGN       | 2016년 4월 14일 ~ 2016년 12월 2일   | 격주 목요일 4:30 ~ 5:00 (30분)   |
| OGN       | 2017년 1월 26일 ~ 2017년 4월 26일   | 격주 목요일 4:00 ~ 4:30 (30분)   |
| OGN       | 2017년 7월 6일 ~ 2020년 11월 14일   | 격주 목요일 11:00 ~ 11:30 (30분) |